# ホッケンハイム
ホッケンハイム (ドイツ語: Hockenheim, ドイツ語発音: [ˈhɔkn̩ha‿im]) は、ドイツ連邦共和国バーデン＝ヴュルテンベルク州ライン＝ネッカー郡に属す都市。同名のレーシング・サーキット「ホッケンハイムリンク」の所在地である。マンハイムの南約20kmのバーデン＝ヴュルテンベルク州北西部に位置する。ライン＝ネッカー郡に6つある大規模郡都市の一つで、マンハイム上級中心地区の管轄下にあるシュヴェツィンゲン中級中心地区に属す。
ホッケンハイムは2001年1月1日に大規模郡都市となった。ホッケンハイムは隣接するアルトルスハイム、ノイルスハイム、ライリンゲンとともに行政共同体を形成している。

## 地理
ホッケンハイムは、オーバーライン地溝帯内の、フランクフルト・アム・マインからバーゼルに至る通商路沿いに位置する。市域を貫いて流れるクライヒバッハ川が、市域を広い東部地域と狭い西部地域に分割し、ホッケンハイムにほど近いケッチュでライン川に合流する。

### 隣接する市町村
以下の市町村がホッケンハイム市に隣接する。北から時計回りに、ケッチュ、シュヴェツィンゲン、オフタースハイム、ライメン（ザントハウゼン西の飛び地）、ライリンゲン、ノイルスハイム、アルトルスハイム（以上、いずれもライン＝ネッカー郡）。市の西側はライン川がラインラント＝プファルツ州との天然の境界をなし、これをはさんで、シュパイアーおよびヴァルトゼー連合自治体に属すオッターシュタットと向かい合う。

### 市の構成
ホッケンハイム市には、ゲマインデ（自治体）はない。つまり、市域は比較的よく統一されており、単に統計上の目的で5つの市域に分けられている。時に、たとえばライン川沿いの入植地ジーゲルハインのように固有の名前をもつ居住区で識別される場合もある。

## 歴史
ホッケンハイムの起源は769年に遡る。ロルシュ文書の贈与証明書に Ochinheimの名前で登場する。この村はその後、Hochinheim、Hochkinheim、Hochenheimなどと表記されている。行政記録、史料、土地台帳などに記録されたホッケンハイムの名前は、何世紀もの間に Hocgenheim、Hokkinheim、Hokenheim、Hockenaw Heidelberger amps、Hochekein、Hogckna、Hockenau、Hockenaw、Hoggenaといった具合に様々に変化し、Ockenaという表記すらある。Hockenheimという名前は、1238年になって初めて現れた。
中世には、ホッケンハイムは長い間シュパイアー司教の高権下にあった。1462年にプファルツ選帝侯の入植地となった。
17世紀にフランス人がこの地方にタバコをもたらした。それ以前は、この地域では、特にホップが栽培されていた。1803年にこの町はバーデン領となり、シュヴェツィンゲン管区の管轄下に置かれた。同じ頃にインズルトハイム地区を併せて町域が拡大した。
19世紀のタバコ栽培は、1860年、この地域でのタバコ工場開業に寄与した。1879年にこの町は、ライン川の直線化のために町域の一部を提供しなければならなかった。この町は、その後再び発展を続け、1895年7月22日にバーデン大公フリードリヒ1世によって都市権を授与された。20世紀の初めには、アスパラガス栽培がホップ栽培に取って代わった。
シュヴェツィンゲン地方管区庁が廃止されると、1924年にこの新しい都市はマンハイム管区に属し、1938年にこの管区はマンハイム郡に改組された。1929年と1931年に、この都市は無人の森林地域（シュヴェツィンガー・ハルト）を併合し拡大した。ホッケンハイムリンクは、1932年5月29日にサーキットとしてオープンした。
第二次世界大戦後、タバコ工場の衰退が始まった。やがて、この都市はホッケンハイムリンクの街として知られるようになっていった。1973年1月1日にマンハイム郡は廃止され、ホッケンハイム市は新たに設けられたライン＝ネッカー郡に編入された。
1991年にホッケンハイムは、第11回バーデン＝ヴュルテンベルク州庭園博の開催地となった。
1999年に人口2万人を超え、市が申請した大規模郡都市への昇格は、2001年1月1日にバーデン＝ヴュルテンベルク州当局によって発効した。

### 宗教

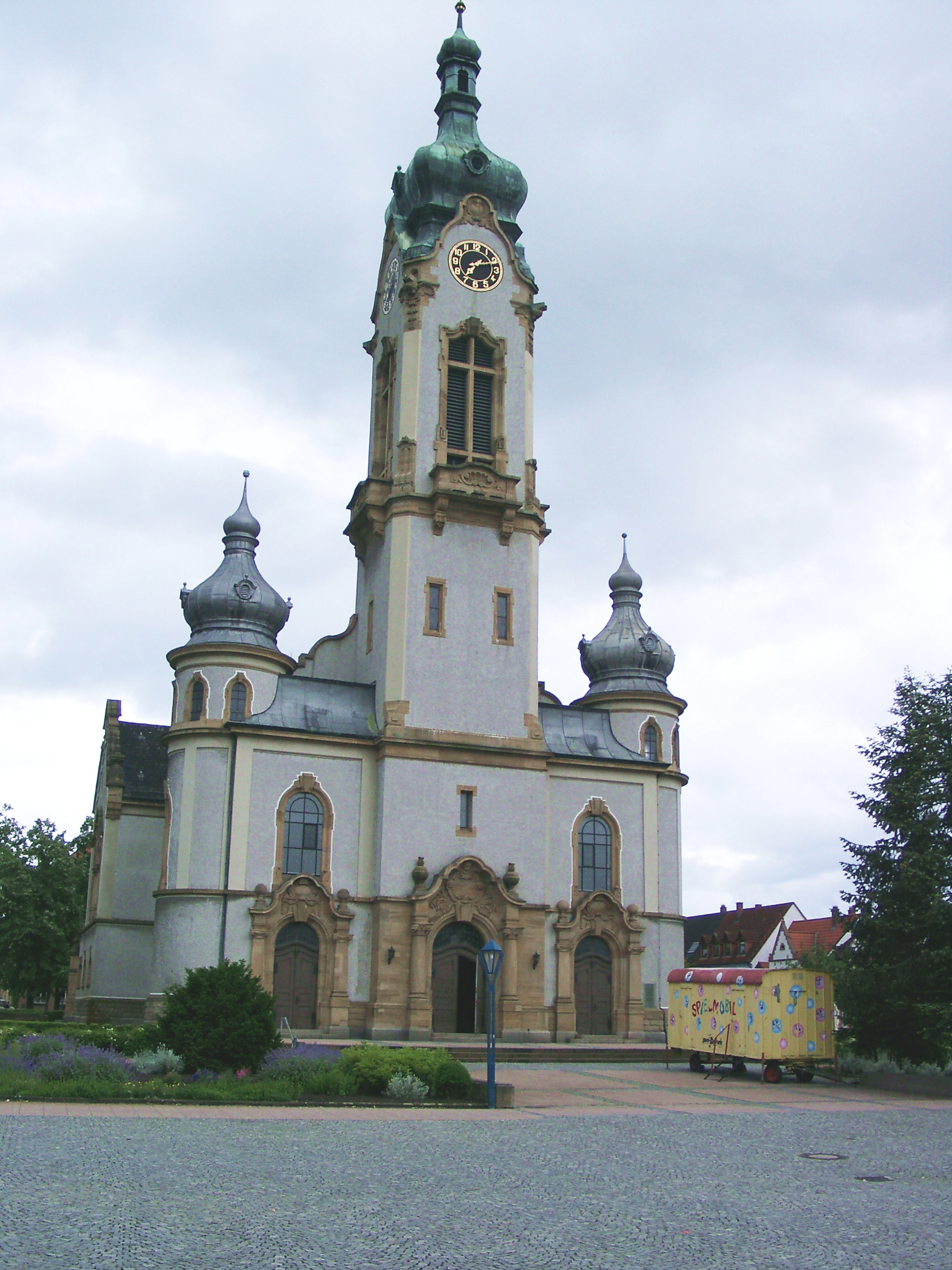
プロテスタント教会

ホッケンハイムは、初めシュパイアー司教区に属した。全プファルツ選帝侯領と同様に、ホッケンハイムにも宗教改革がもたらされ、1547年からわずかの間に信仰の改革がなされた。しかし、その後もカトリックの信仰は残った。プファルツ選帝侯領の宗教分離に際し、1707年にホッケンハイムの聖ゲオルク教会はカトリックに明け渡され、ホッケンハイムの改革派は、隣接するライリンゲンの教会に所属することとなった。ホッケンハイムの教会組織は1866年までライリンゲンの教会支部の扱いであったが、この年に完全に独立した。1905年から1907年に教会組織は、自らの教会堂を建設した。この教会は、1910年から1911年に完成したネオバロック建築の教会堂で、市の中心部マルクト広場に面して建っている。現在のプロテスタント市教会である。この教会は、まずオーバーハイデルベルク教区に属し、後にシュヴェツィンゲン教区に移った。この教会組織に属す信者は7,000人を越えるが、分離・独立されていない。教会組織はルターハウスを本拠として、定期的に集会を行っている。

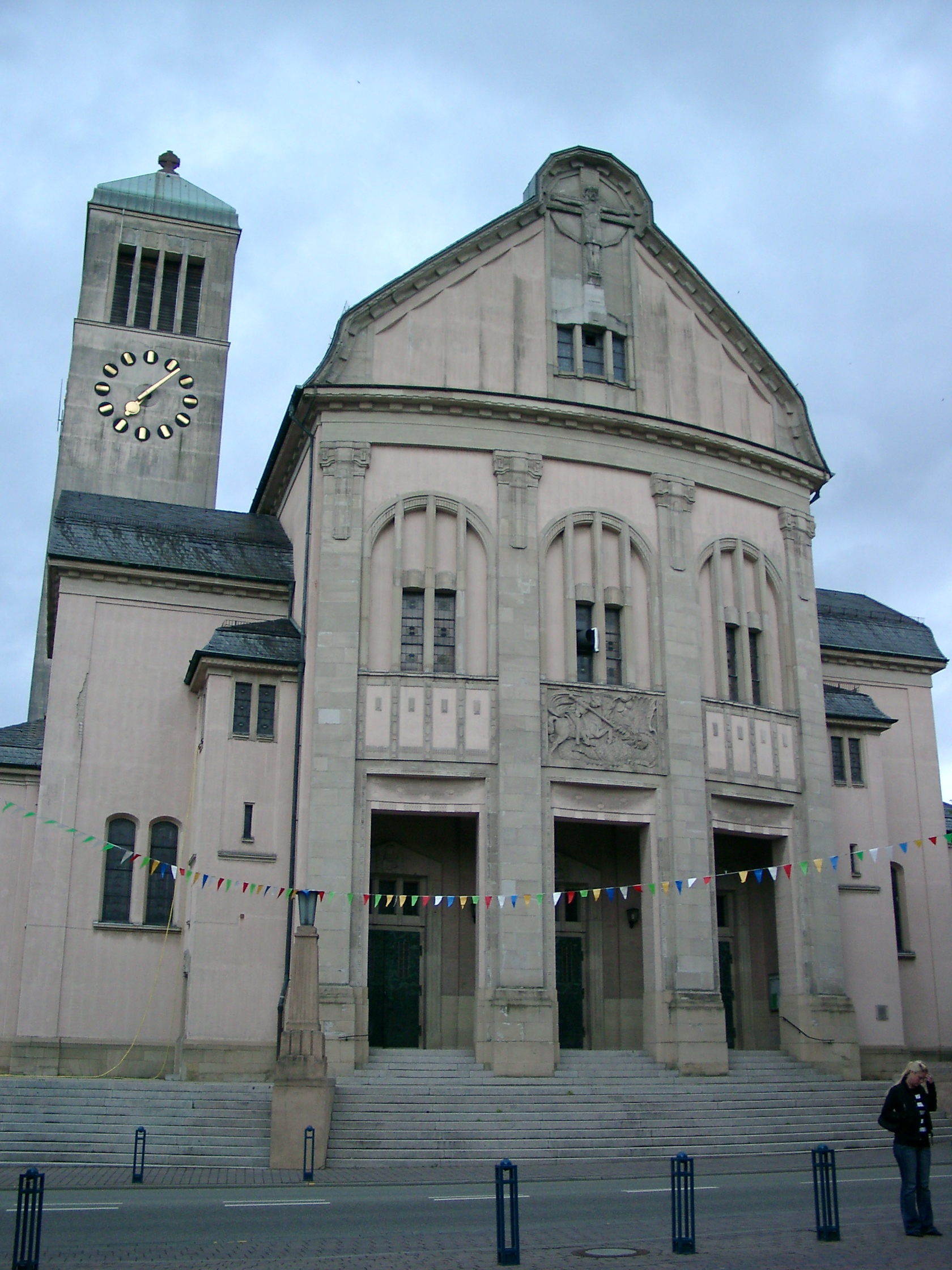
カトリック教会

ホッケンハイムのカトリック教会は、1707年から、この都市の唯一の教会であった聖ゲオルク教会を獲得していた。この司祭区は初めシュパイアー司教区に属したが、1821年から1927年まで、新たに創設されたフライブルク大司教区に所属し、ザンクト・レオン主席司祭管区におかれた。1899年にフィリップスブルク主席司祭管区に移された。1906年に、それまでの教会が公民館として使われることとなり、教会は新しい教会堂を建設した。1960年にシュヴェツィンゲン主席司祭管区が新たに設けられ、ホッケンハイムの聖ゲオルク教区はこの主席司祭管区の一部となったが、1976年にはこの主席司祭館区は再び廃止された。これ以後、この司祭区は、ヴィースロッホ主席司祭管区に属している。ホッケンハイム聖ゲオルク教区は、隣接するノイルスハイム、ライリンゲンの教会とともに、ホッケンハイム司牧連合を形成している。
ホッケンハイムには、これら二大教会の他に自由教会やその他のキリスト教組織がある。福音派メソジスト教会もその一つで、19世紀の後半にはすでにウンテーレン・ミュール通りにあった建物で祭事を行っていた。1958年から1959年には現在のキリスト教会が建設され、独自の福音派教会組織を有している。
さらに、ホッケンハイムには、2002年に建設された新使徒派教会もある。組織は、1951年からすでに形成されていた。
イスラム教の教団組織は、タールハウスにモスクを有している。この他に、Türkisch-Islamischen Verein Hockenheim und Umgebung e.V. （ホッケンハイムおよびその周辺地域のトルコ＝イスラム連合）という組織もある。

### 人口推移

1786年から2015年までの人口推移グラフ

## 行政

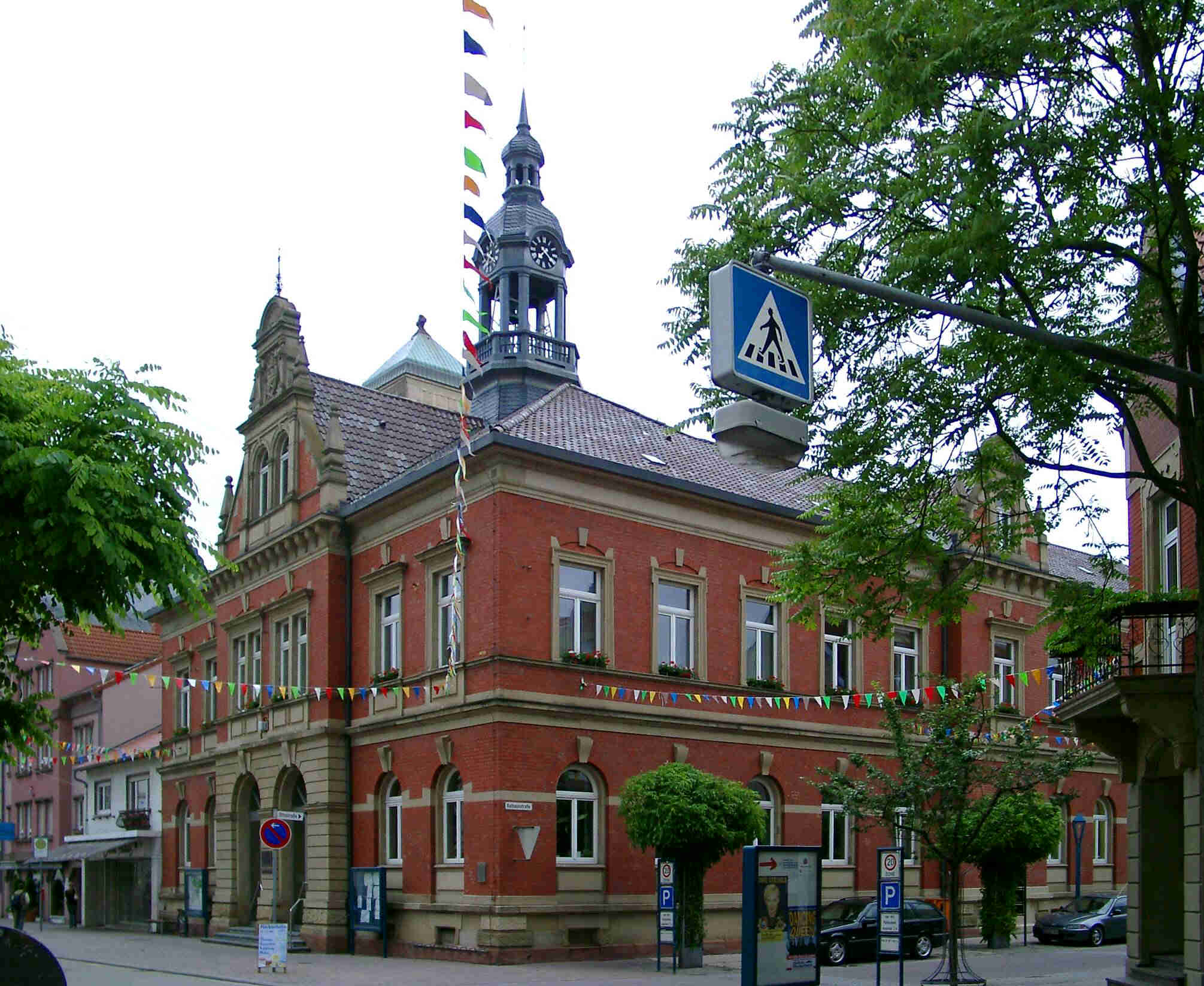
ホッケンハイム市庁舎

### 首長
第二次世界大戦後の市長（2001年以後は上級市長）を以下に列記する。
- 1945年: ルートヴィヒ・グライン（委任）
- 1945年: フリードリヒ・シュペッカート（委任）
- 1945年 – 1958年: フランツ・フント（1948年までは、委任）
- 1958年 – 1978年: クルト・ブフター
- 1978年 – 2004年: グスタフ・シュランク（2001年から上級市長）
- 2004年 - 2019年: ディーター・グンマー
- 2019年 - : マルクス・ツァイトラー

### 市議会
ホッケンハイム市議会の、2004年6月13日の選挙以後の議員数は22である。

### 紋章
ホッケンハイム市の紋章は、黒地と青地に上下二分割。上部は中央線から赤い爪、赤い舌、赤い王冠をもつ金の獅子の半身が描かれる。下部は銀色の鈎のついた棒が2本斜め十字に組み合わされている。
この町の最も古い印章は、1609年に押印されたことが証明されているが、おそらく16世紀から使われていたと考えられている。上下二分割の紋章には、上部に左向き（向かって右向き）の獅子、下部に十字に組み合わされた二本の鈎付き棒が描かれている。領主を象徴するプファルツの獅子と村を示すデザインを組み合わせるのは、旧プファルツ選帝侯領の自治体（ホッケンハイムは13世紀から1802年までプファルツ選帝侯領に属した）でよくあるパターンである。十字に組み合わされた鈎付き棒は、境界を示す標石や、1748年に旧聖ゲオルク教会に備えられて現在はマンハイムのライス・エンゲルホルン博物館に収められている鐘に見ることができる。このデザインは村の名前の民間語源説（Hocken ＝ Haken（鈎））に由来する。村の名前は、8世紀後半にOchinheimとかHochkinheimと最初記録されており、人名の Hockoに由来する。印章のデザインは時代とともに変化している。獅子は歩く姿や中央線から半身が現れる姿で描かれ、バーデン時代には割愛されたりした。鈎は、時に3つあるいは4つのバラが隅に飾られたりした。1895年7月22日にホッケンハイムは都市に昇格した。この頃に、当時有効であった最も古い印章デザインに基づいて彩色を施した紋章デザインが確定した。

### 友好都市
- コメルシー（フランス、ムーズ県）1970年
- ホーエンシュタイン＝エルンストタール（ドイツ、ザクセン州）1990年
- ムーアスヴィル（アメリカ合衆国、ノースカロライナ州）2002年

## 文化と見所

### 博物館
ホッケンハイムにあるタバコ博物館は、1984年の開館で、この分野のものとしてはバーデン＝ヴュルテンベルク州で最初の博物館であった。2年後の1986年にホッケンハイムリンクにモーター・スポーツ博物館がオープンした。

### 建築
- 「ギュルデーネ・エンゲル」（黄金の天使）はホッケンハイムで最も古い伝統豊かな木組み建築である。1690年にヨハン・ゲオルク・エンゲルホルンが息子ヨハン・ヤーコプのために建設した。この家系からは、フリードリヒ・エンゲルホルン（BASFの創業者）、ゲオルク・エンゲルホルン（マンハイムのアパレルメーカー Engelhorn&Sturmの創業者）、クルト・エンゲルホルン（マンハイムの化学企業ベーリンガーの社主）およびその他の著名な市民が輩出された。有名な皇帝軍の将軍プリンツ・オイゲンはギュルデーネ・エンゲルで一日休憩し、1766年にホッケンハイムの曲芸師一家クニー家がホッケンハイムや周辺地域で客演するためにエンゲルホーフに逗留した。1980年から、この屋敷はホッケンハイムの建築家の所有となり、1986年の修復後は旅館として整備された。
- ホッケンハイマー・ミューレンは、1960年代に市の命令により撤去された。跡地は、住居ブロックに整備されている。
- 1910年に完成したユーゲントシュティールの水道塔は、この都市の象徴建造物である。
- プロテスタントの市教会は、1906年からヘルマン・ベーハグヘルによってネオバロック様式で建設された。
- カトリックの聖ゲオルク教会は、1910年からヨハネス・シュロートによってユーゲントシュティール様式で建設された教会で64mの高さの塔を持つ。
- 現在は公民館として利用されている旧カトリック教会は、1817年から1819年に建設された後期ゴシック様式の本陣と古典主義様式の会堂もつ建物で、バーデンの宮廷建築監査官で上級エンジニアであったヤーコプ・フリードリヒ・ディッカーホフ（1774年 - 1845年）の設計に基づいて、いわゆるヴァインブレンナー様式で建設された。[3]
- 福音派メソジスト教会のキリスト教会は、1958年から1959年に建設された。
- 新使徒派教会は、この市で最も新しい教会で、2002年に建設された。

### 公園
ホッケンハイム最大の公園はガルテンシャウパルク（庭園博公園）である。この公園はマンハイム - シュトゥットガルト路線沿いに駅から北の街はずれまで延びている。1991年にここで州の庭園博が開催された。隣接するシュタイクヴィーゼンパルクやエーバートパルクもガルテンシャウパルクの一部に数えられる。

### スポーツ

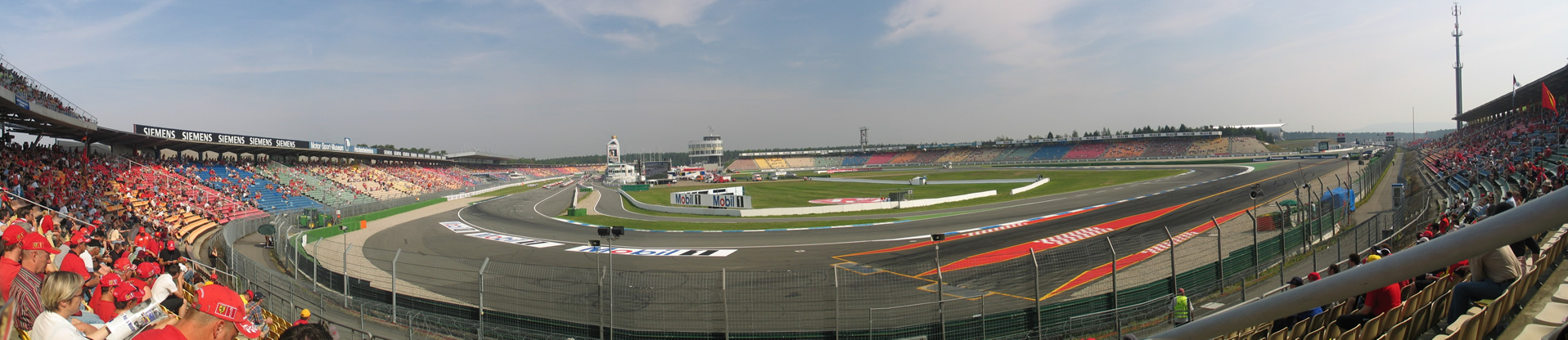
ホッケンハイムリンク

モータースポーツ
ホッケンハイムは1932年にオープンし、F1レースが開催されるホッケンハイムリンクで国際的に知られている。1932年5月29日のオープニングレースでは45,000人の観客を数えた。1938年の第一次改修工事でいわゆるクアプファルツリンクと呼ばれるコースが建設された。労働提供措置の枠組みに従い、この改修工事には失業者が雇用された。第二次改修工事は連邦アウトバーンA6号線の建設に伴って行われた。1964年から1965年にいわゆるモトドロムが建設された。これはレースコース全体が見渡せるよう高い位置に設けられた観客席である。
2002年には、当時約6.8kmあったホッケンハイムリンクの改修が始まった。この改修でレースコースは劇的に変化した。路面は新しくなり、観客席は拡大し、グランプリコースは4.6kmに短縮された。この他に交通安全センターが設けられ、この施設は現在ADACによって運営されている。バーデン＝ヴュルテンベルク州は、この改修に1500万ユーロの資金提供を行った。このコースの正式な名称は、ホッケンハイムリンク・バーデン＝ヴュルテンベルクである。
航空スポーツ
市域西部に特殊飛行場アウフトヴァイトがある。この飛行場は、1952年6月14日にSportflieger-Club Hockenheim e.V.（ホッケンハイム・スポーツ飛行クラブ）に対して飛行場としての運用が許可された。これ以降、国内外の多くの滑空コンクールや航空フェストが開催されている。
また、ケッチュ近くのライン川沿いにあるヘレンタイヒ地区にもう一つ、Segelfliegerclub Schwetzingen e.V.（シュヴェツィンゲン滑空クラブ）の飛行場がある。さらにムルトホイスル地区には模型飛行機専用の飛行場がある。
この他のスポーツ・余暇施設としては、
- 屋外プール Aquadrom
- ルドルフ・ハービヒ体育館（観客席数: 500）
- DJK体育館
- ヴァルトシュタディオン（観客席数: 約6000）
- ミニゴルフ施設（ガルテンシャウパルク内）
- ビーチバレー・コート（ガルテンシャウパルク内）
- ヤーンハレ

がある。

### 年中行事
- 5月の第3週末: 街道祭「ホッケンハイムの5月」
- 10月の第1日曜日: ホッケンハイムの教会祭

## 経済と社会資本
1904年に創設されたホッケンハイム国民銀行は、やがてクア・ウント・ラインプファルツ国民銀行に統合された。また、1875年に創設されたホッケンハイム貯蓄銀行（2004年まではホッケンハイム地方貯蓄銀行）はハイデルベルク貯蓄銀行に合併された。こうして、ホッケンハイム固有の金融機関がなくなった。

### 交通

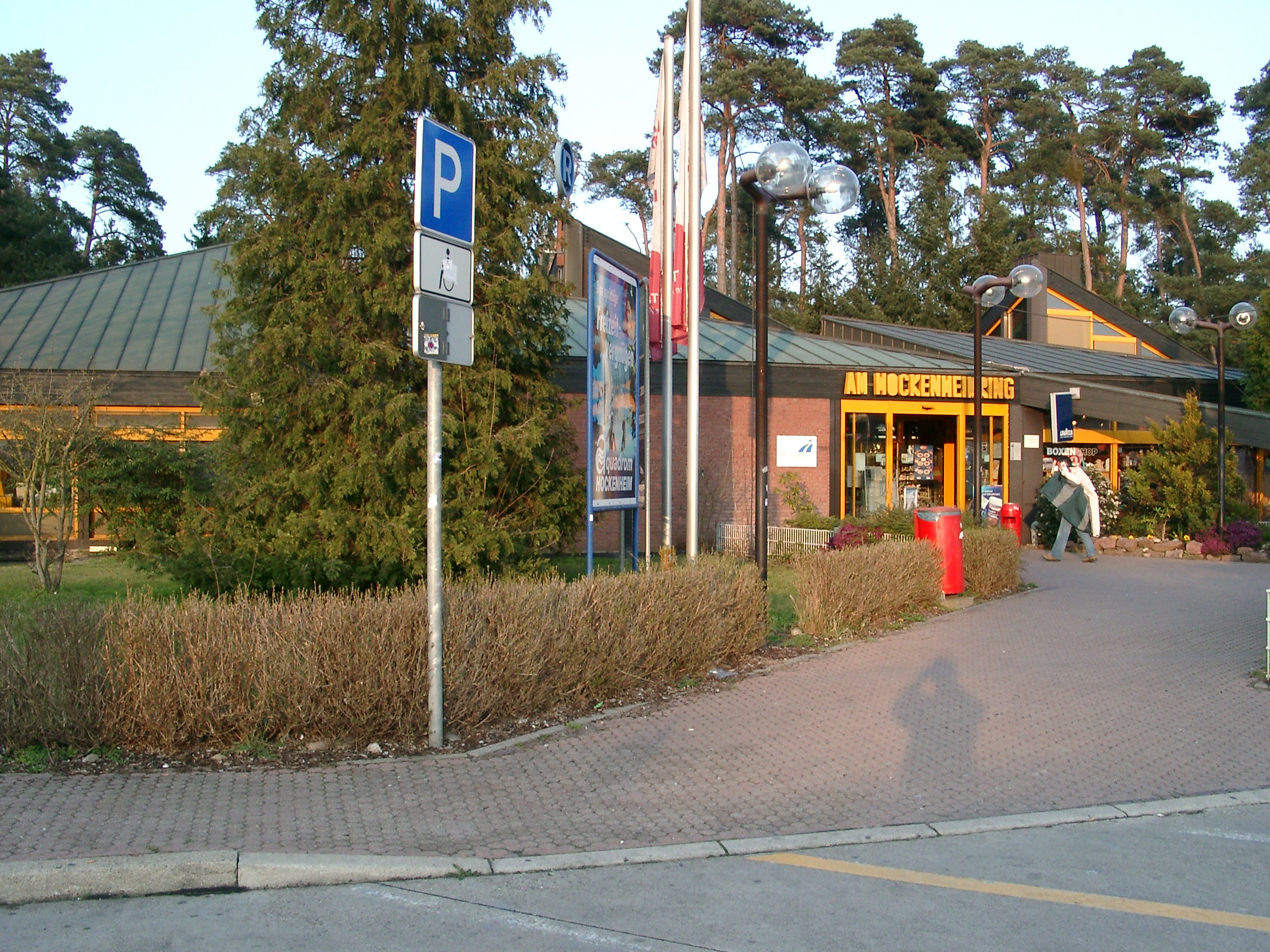
アウトバーンA6号線のホッケンハイムリンク休憩所

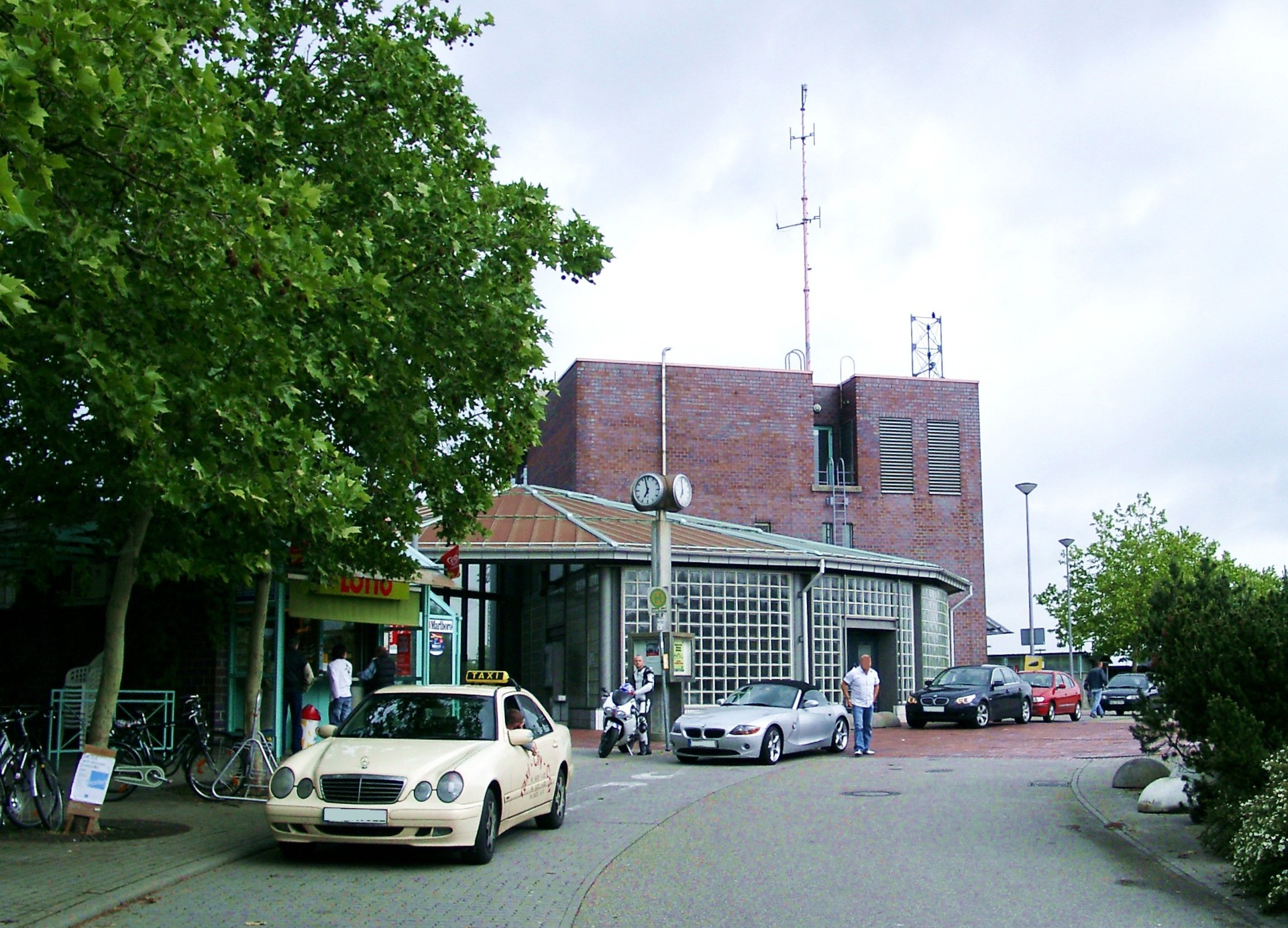
ホッケンハイム駅

アウトバーン
ホッケンハイムは、連邦アウトバーンA6号線沿いのハイルブロン - マンハイム間（ホッケンハイム/シュヴェツィンゲン・インターチェンジ）に位置しており、アウトバーンA61号線は、この道路との間で形成されるホッケンハイム・ジャンクションを起点にルートヴィヒスハーフェン・アム・ライン方面に延びて行く。A61号線にはホッケンハイム/シュパイアー・インターチェンジがある。またアウトバーンA5号線にも、ホッケンハイム/ヴァルドルフ/ヴィースロッホ・インターチェンジがある。
連邦道
この都市は、連邦道B36号線カールスルーエ - マンハイム間、B39号線ヴィースロッホ - シュパイアー間に位置している。
鉄道
マンハイムからカールスルーエへ向かうライン鉄道沿いにホッケンハイム駅がある。ドイツ連邦鉄道のシステム化後、この駅はカテゴリー5「近距離交通のシステム駅」に分類された。1970年代までは、旅客駅のすぐ隣に貨物専用駅もあった。
タールハウス産業地域にはライン鉄道を利用してマンハイムまで至る貨物専用線が設けられている。
マンハイム - シュトゥットガルト間のICE新路線が建設され、駅舎の改築が計画されている。
廃線となった鉄道
ホッケンハイムには、1898年から1950年代まで、旧ハイデルベルク - シュパイアー線の旅客駅（タールハウス駅）と貨物駅がタールハウス地区にあった。旅客鉄道を、地元の人々は「エーゼルバーン」と呼んでいた。第二次世界大戦の末期にライン川に架かるシュパイアー橋が、撤退するドイツ軍によって爆破され、シュパイアーへの交通が遮断された。このため、1950年代には列車はホッケンハイム＝タールハウスを経由して、破壊された橋の手前にあるルスホーフまで運行していた。この鉄道の軌道は、現在もタールハウス工業地域に至る引き込み線として一部が残されており、この地域の企業の貨物輸送に利用され、保全・管理がなされている。
バス路線
ハイデルベルクからシュパイアーへのバスがホッケンハイムを経由している。市内交通は、平日の昼間には小型バスが運行している。

### 公共機関
ホッケンハイムには、多くの老人ホームや養護施設が運営されている。また、多くの幼稚園が整備されている。

### 教育
ホッケンハイム市は、カール・フリードリヒ・ガウス・ギムナジウム、テオドール・ホイス実科学校、グスタフ・レーゼマン養護学校の運営を行っている。また、この他に多くの基礎課程学校、本課程学校も運営されている。
ライン＝ネッカー郡立の学校として、家政学の専門教育を行うルイーゼ・ペータース・シューレがある。
ホッケンハイムには、この他に音楽学校や市民大学がある。
カルポフ・シャッハアカデミー・ホッケンハイムは、ライン＝ネッカー地域のチェス選手を発掘・育成する機関である。ホッケンハイムは、ドレスデンと並んでドイツ・チェス連盟の二大拠点の一つとなっており、Trainingsstützpunkt der Jugend-Olympiamannschaften（若いオリンピック出場者の養成拠点）の称号を与えられている。

## 人物

### 出身者
- ヨハン・コンラート・エンゲルホルン（1769年 - 1827年）企業経営者、ビール醸造者、酢の醸造者。エンゲルホルン家のマンハイム系家系の祖。
- ゲオルク・エンゲルホルン（1861年 - 1946年）マンハイムの有名なアパレル企業 Engelhorn&Sturm（現在のEngelhorn KGaA）の創設者。
- エドゥアルト・シュプフ（1893年 - 1935年）1924年にブレーメンでコーヒーの焙煎・流通を行う企業Eduschoを設立した。
- アルトゥール・ガイス（1903年 - 1982年）DKWのオートバイレーサー。ヨーロッパ・チャンピオン。ドイツ・チャンピオンには何度もなっている。

## 引用と脚注
1. ↑  Statistisches Landesamt Baden-Württemberg – Bevölkerung nach Nationalität und Geschlecht am 31. Dezember 2023 (CSV-Datei)
2. ↑  Max Mangold, ed (2005). Duden, Aussprachewörterbuch (6 ed.). Dudenverl. p. 406. ISBN 978-3-411-04066-7
3. ↑  マンハイム市文書館